# Condado del Castillo de la Mota
El condado del Castillo de la Mota fue un título nobiliario español concedido por Francisco Franco por decreto del 6 de enero de 1960 y expedido por carta el mismo día a la política y delegada nacional de la Sección Femenina María del Pilar Primo de Rivera y Sáenz de Heredia.
El título fue suprimido el 21 de octubre de 2022 tras la entrada en vigor de la Ley de Memoria Democrática que abolió los títulos vinculados al franquismo.

## Denominación
Su nombre hace referencia al Castillo de la Mota, situado en Medina del Campo, en la provincia de Valladolid, donde se encontraba la escuela de mandos y sede de la Sección Femenina.

## Condes del Castillo de la Mota
|                               | Titular                                            | Periodo                       |
| Creación por Francisco Franco | Creación por Francisco Franco                      | Creación por Francisco Franco |
| ----------------------------- | -------------------------------------------------- | ----------------------------- |
| I                             | María del Pilar Primo de Rivera y Sáenz de Heredia | 1960-1991                     |
| II                            | Pelayo Primo de Rivera y Oriol                     | 1992-2022                     |

## Historia de los condes del Castillo de la Mota
- María del Pilar Primo de Rivera y Sáenz de Heredia, I condesa del Castillo de la Mota (Madrid, 5 de noviembre de 1910-ibídem, 17 de marzo de 1991),.

Soltera y sin descendientes. Le sucedió en 1992 su sobrino-nieto paterno Pelayo Primo de Rivera y Oriol, hijo de Miguel Primo de Rivera y Urquijo, III duque de Primo de Rivera grande de España, V marqués de Estella grande de España, y de su esposa María de Oriol y Díaz de Bustamante, y nieto paterno de Fernando Primo de Rivera y Sáenz de Heredia, hermano de la I condesa del Castillo de la Mota, que había casado con María del Rosario de Urquijo y Federico:
- Pelayo Primo de Rivera y Oriol, II conde del Castillo de la Mota.[2] Último titular.

Casó con Inés Isabel Entrecanales y Franco.